# En Marea
En Marea (dal galiziano: In massa) è stato un partito politico spagnolo operativo nella comunità autonoma della Galizia.
Nato come coalizione nel novembre 2015, raggruppava vari soggetti politici di sinistra:
- Marea Atlántica;
- Podemos (sezione galiziana);
- Sinistra Unita (sezione galiziana);
- Anova;
- Marea di Vigo (movimento operativo a Vigo);
- Compostela Aperta (a Santiago di Compostela);
- Ferrol in Comune (a Ferrol);
- Ourense in Comune (a Ourense).

Il 30 luglio 2016 fu approvata la trasformazione di En Marea in partito politico.
Nel 2019, ciascuna forza politica riprese la propria autonomia; privo di visibilità, nel 2020 fu stabilito lo scioglimento del partito.

## Risultati elettorali
Alle elezioni generali del 2015 ha ottenuto 6 seggi al Congresso dei Deputati e 2 al Senato, con 408.370 voti ed il 25,04% in Galizia.
In occasione delle elezioni generali del 2016 ha perso circa 50.000 voti ed eletto un deputato in meno, con il 22,18% in Galizia.
Alle elezioni regionali galiziane del 2016 si attestato come la seconda forza politica, dopo il Partito Popolare, superando di 15.000 voti il Partito Socialista Operaio Spagnolo; è così entrato per la prima volta nell'Assemblea Galiziana con 14 seggi.
Alle elezioni generali dell'aprile 2019 il partito, dopo la separazione da Podemos e da Sinistra Unita, è calato all'1,09% su base regionale, senza conseguire alcun seggio. Non ha concorso alle elezioni generali del novembre 2019.
In vista delle elezioni regionali galiziane del 2020 ha dato vita alla lista Marea Galeguista (Compromiso por Galicia e Partido Galeguista), ma l'alleanza si è fermata allo 0,22%. Dopo l'insuccesso elettorale, il partito ha decretato il proprio scioglimento.